# Alustante
Alustante és una localitat que pertany a la comarca i al partit judicial de Molina de Aragón a la Província de Guadalajara, Comunitat Autònoma de Castella - la Manxa. És al sud-est de la província a 1.404 m. per sobre del nivell del mar, tot i que en el seu terme s'arriba als 1.747 m. des del Cerro de Valdefuentes, als 1.787 des de l'àrea de la Fuente de los Arrieros i als 1.834 m. des de l'Alto de las Neveras, conegut també com El Banderín.

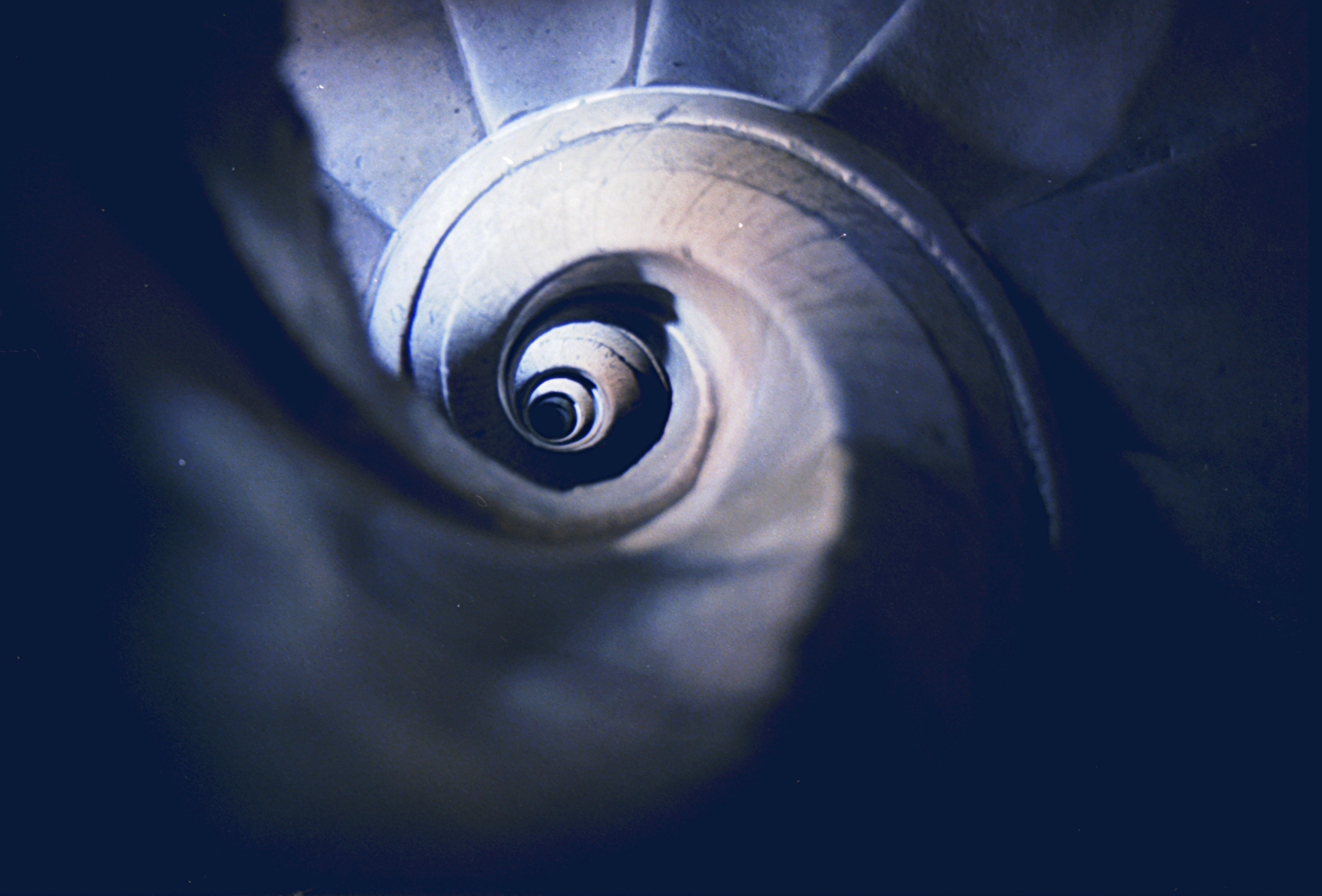
Caragol de l'Església de Alustante

Històricament ha estat integrat dins del grup de pobles associats (sesma) de la Sierra de la Comunidad del Real Señorío de Molina de Aragón, enviant a aquesta ciutat un representant local per assistir a les assemblees dues vegades a l'any. També es troba associat a la Mancomunidad de Municipios de la Sierra, creada l'any 1988.
El terme històric d'Alustante té una extensió de 62,21 km². Els seus límits són Piqueras, Adobes i Tordesilos pel nord, Ródenas (Terol) i Motos a l'est, Orihuela del Tremedal (Terol) i Orea al sud i al sud-est, i Alcoroches a l'oest. Després de l'acord d'annexió amb Motos l'any 1970, el terme municipal d'ambdós pobles té una extensió de 93,59 km², d'altra banda, tot i que els dos pobles conformen un sol municipi i, per tant, es regeixen per un únic Ajuntament, els seus termes es mantenen separats en qüestions de pastura i agricultura.
Així doncs, el municipi és limítrof amb la Comunitat Autònoma d'Aragó, de la qual depèn, mitjançant convenis entre autonomies, en qüestions de sanitat i bona part de l'educació (els alumnes de secundària del poble s'han de traslladar a Cella (Comunitat de Terol) i Terol per realitzar els seus estudis). Tanmateix els veïns d'Alustante tenen una important relació comercial, i en general econòmica i social, amb aquesta província aragonesa (fins i tot la línia de telèfon prové d'Albarrasí, per la qual cosa tant Motos com Alustante són els únics pobles de la província de Guadalajara que tenen el prefix 978). Tanmateix, tot i la intensa relació amb Terol i la seva província, també és molt important la relació amb la capital de comarca, Molina de Aragón, on els veïns del poble baixen a resoldre qüestions administratives i comercials, i on se celebra un mercat cada dijous que encara esdevé important pels habitants d'Alustante.
Quant a la seva regió natural, el poble està enclavat al sector nord-oest de la Serra d'Albarrasí, en plena Serralada Ibèrica, amb un clima propi de les zones interiors d'alta muntanya: fred i força humit de setembre a juny, amb importants nevades a l'hivern; sec i considerablement calorós a l'estiu. Des de la fi dels 90 bona part del terme municipal ha quedat enquadrat dins el Parc Natural de l'Alt Tajo, que depèn de la Junta de Comunidades de Castella - la Manxa.
Té una població de dret de 290 habitants, 164 homes i 126 dones (a data d'1 d'octubre de 2007), encara que la població de fet als mesos d'hivern baixa fins a les 160 persones (en l'any 2007), tot i així des dels anys 80 es dona un fenomen pel qual durant els caps de setmana i vacances de Nadal, Setmana Santa i estiu, la població pot arribar a multiplicar-se per 10 a causa del turisme provinent de l'àrea de llevant.
Es donen moviments setmanals que duen a terme famílies del poble que, vivint durant la setmana laboral a la Comunitat Valenciana i en menor quantitat a Saragossa, Guadalajara, Barcelona i Madrid, resideixen a Alustante durant els caps de setmana.
A part d'aquest fenomen demogràfic, se li ha d'afegir el moviment protagonitzat pels estudiants veïns d'Alustante, residents durant la setmana escolar a Terol, Molina de Aragón, Guadalajara i Saragossa, i residents al poble de divendres a diumenge.
L'economia d'Alustante es basa principalment en dos sectors: l'agrari i el sector de la fusta. Tot i que, depenent dels moviments pendulars ja descrits, s'ha generat col·locació en els àmbits de la construcció i al sector serveis.